# Bernadette Soubirous
Maria-Bernarda Sobirós (en occitano gascón), más conocida como Bernadette Soubirous (pronunciación en francés: /beʁnadet subiʁus/) o Bernardita de Lourdes (Lourdes, Francia,  7 de enero de 1844-Nevers, Francia, 16 de abril de 1879) fue una pastora, mística y religiosa francesa canonizada por la Iglesia católica en 1933. Su festividad se celebra el 16 de abril, aniversario de su muerte. Su cuerpo permanece incorrupto en Nevers.
Una serie de dieciocho apariciones marianas que Soubirous afirmó haber tenido en 1858 en Lourdes, y los milagros que las sucedieron, terminaron por conferirle fama mundial ya al momento de su muerte.

## Biografía

### Orígenes familiares
Bernadette nació el 7 de enero de 1844, fueron sus padres François Sobirós (1807-1871) y Louise Castérot (1825-1866). Fue bautizada en San Pablo, la parroquia local, el 9 de enero de 1844, primer aniversario del matrimonio religioso de sus padres. Sobre su nombre completo y su sobrenombre (diminutivo de su segundo nombre), existen diversas variantes según el idioma de referencia:
- Maria-Bernada (Bernadeta) Sobirós (sobrenombre entre paréntesis) en gascón, su lengua materna;
- Marie-Bernarde (Bernadette) Soubirous en francés;
- María Bernarda (Bernardita) Soubirous en español.

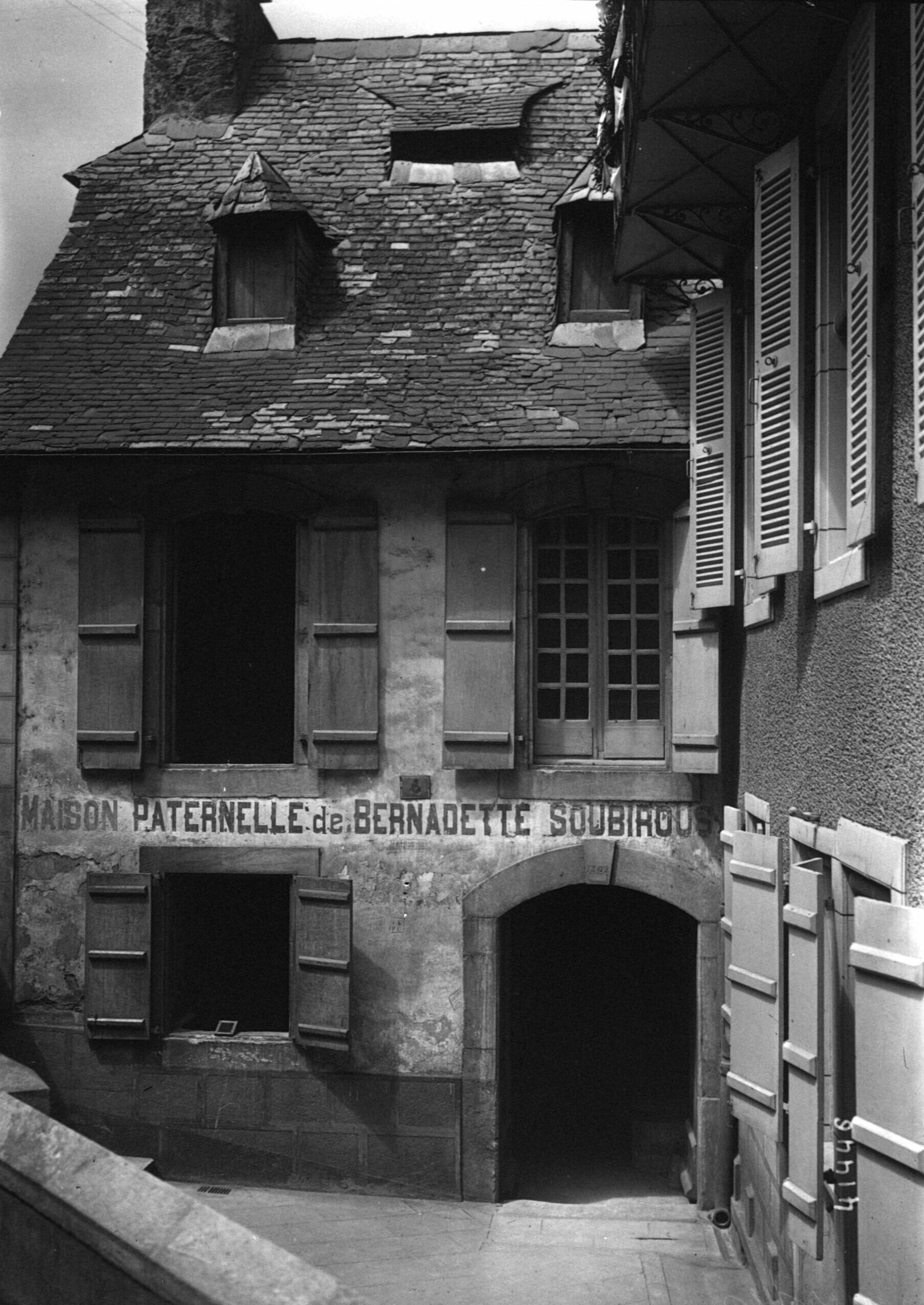
Casa paterna de Bernadette Soubirous en Lourdes, también llamada molino Lacadé (fotografiada en 1914), donde vivió la familia a partir de 1863. En esta casa murió la madre de Bernadette, Louise Castérot, el 8 de diciembre de 1866. Con anterioridad, la familia había vivido en el molino de Boly donde nació Bernadette, y en el cachot o calabozo de la calle des Petits Fossés, de donde salió a buscar leña el día en el cual señaló haber tenido su primera visión, el 11 de febrero de 1858. La fotografía se encuentra en la Biblioteca Nacional de Francia.

Bernadette era la mayor de nueve hermanos, de los cuales solo algunos sobrevivieron a los primeros años de vida: Jean (nacida y fallecida en 1845), Marie —también llamada Toinette— (1846-1892), Jean-Marie (1848–1851), Jean-Marie (1851-1919), Justin (1855–1865), Pierre (1859-1931), Jean (nacida y fallecida en 1864) y una bebé llamada Louise (fallecida poco después de su nacimiento en 1866).
Por la condición de extrema pobreza de sus padres, vivían en un viejo sótano en un molino húmedo y miserable.  Su padre, François Sobirós, tenía por empleo en el momento de las apariciones juntar la basura del pueblo y del hospital; su oficio era molinero, pero la escasez de trabajo hacía imposible desempeñarlo.  Su madre, Louise Castérot, era una mujer piadosa y preocupada por sus hijos que ocasionalmente trabajaba de costurera.

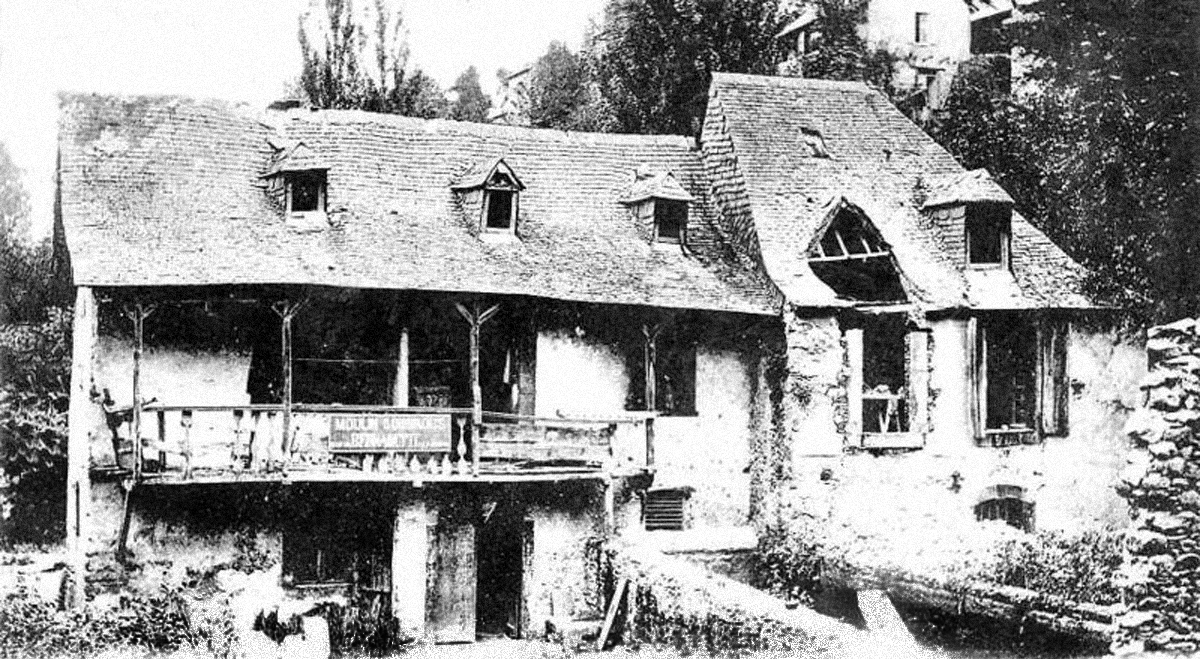
Molino de Boly. Lourdes, c. 1865-1870. Allí nació Bernadette el 7 de enero de 1844.

### Niñez
Corrían tiempos difíciles en Francia y la familia de Bernadette vivía en pobreza extrema, particularmente desde que ella cumplió diez años. Primero, su padre Francisco perdería un ojo en un accidente de trabajo y quedaría tuerto. Luego, el panadero de Lourdes lo acusó de haber robado sacos de harina, motivo por el cual pasaría una semana en la cárcel.  Toda la región padeció años de graves sequías que provocarían pérdidas de cosechas.  Al no haber trigo suficiente, cerraron muchos molinos (entre ellos, el molino de Boly, donde trabajaban y vivían los Soubirous).  Además aparecieron los molinos de vapor, que se impusieron a los tradicionales de agua.
Desde muy pequeña Bernadette tuvo una salud delicada. La causa era la desnutrición y el lamentable y pobre estado de la casa monoambiente donde residía.  Durante su niñez, el cólera causó 38 muertos y centenares de afectados en Lourdes. En otoño de 1855, esa enfermedad atacó a Bernadette dejándola sumamente debilitada. Más tarde contrajo asma.  El clima y el ambiente en que residían no la ayudaban en su condición.
Llegó a vivir algunos años en una celda de la antigua prisión de Lourdes, por entonces fuera de uso: el llamado cachot, de 4,40 m por 4 m, en la calle des Petits Fossés, cedido por su propietario, un primo del padre llamado Aimé Sajous, a causa de la extrema pobreza de la familia Soubirous. La familia fue entonces señalada en el pueblo como «los que viven en el calabozo».
Había conocido la miseria hasta pasar hambre y ver a sus hermanos repartirse un mendrugo de pan. Bernadette tenía que pedir ropa prestada cuando lavaba la propia.  Cuando los demás niños de su edad asistían a la escuela, ella debía cuidar a sus hermanos menores o guardar en el monte ovejas ajenas.  Hasta los 16 años no aprendió a leer ni a escribir, aun así, estaba empeñada en recibir la primera comunión. Por las noches, después de largas horas de labor, la niña repetía las fórmulas del catecismo.  El maestro le decía a sus padres: «Le cuesta retener de memoria el catecismo, porque no sabe leer; pero pone mucho empeño: es muy atenta y piadosa».

## Apariciones de Lourdes

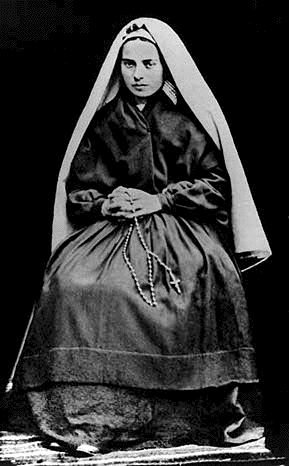
Bernadette Soubirous en 1866, año en que entró al convento en Nevers.

El 11 de febrero de 1858, y durante seis meses, Bernadette recibió las revelaciones de la Virgen María en la advocación de la Inmaculada Concepción en la pequeña gruta de Masse-Vieille (hoy llamada Massabielle). El lugar estaba conformado por una roca que cubría una gruta alargada, de unos ocho metros de ancho. Aquel jueves 11 de febrero se había terminado la leña en la casa y Bernadette se ofreció a ir a recoger, a la vera del torrente Gave, con su hermana Toinette y Juana Abadie, a quien llamaban Baloum.  Las tres niñas descendieron hasta Masse-Vieille. Según su relato, Bernadette oyó un fuerte rumor de viento, pero al volverse vio que todo estaba tranquilo y que los árboles no se habían movido. Por segunda vez oyó el mismo rumor, entonces en el interior de la gruta vio a una «jovencita» (que en su decimosexta aparición se identificaría como la Inmaculada Concepción). Así narró Bernadette la primera aparición:

En la abertura de una roca, llamada cueva de Masse-Vieille, vi a una joven. Creyendo engañarme, me restregué los ojos; pero alzándolos, vi de nuevo a la joven, que me sonreía y me hacía señas de que me acercase. La mujer vestía túnica blanca con un velo que le cubría la cabeza y llegaba hasta los pies, sobre cada uno de los cuales tenía una rosa amarilla, del mismo color que las cuentas de su rosario. El ceñidor de la túnica era azul. (...) Tuve miedo. Después vi que la joven seguía sonriendo. Eché mano al bolsillo para coger el rosario que siempre llevo conmigo y se me cayó al suelo. Me temblaba la mano. Me arrodillé. Vi que la joven se santiguaba... Hice la señal de la cruz y recé con la joven... Mientras yo rezaba, ella iba pasando las cuentas del rosario (...) Terminado el rosario, me sonrió otra vez. (...) Aquella Señora no me habló hasta la tercera vez.

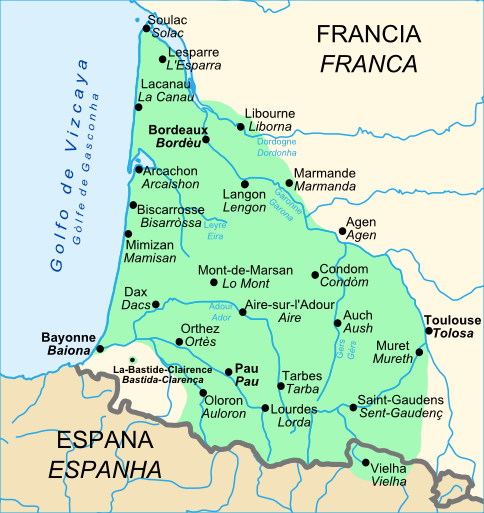
Área geográfica en que se utiliza el gascón, variedad lingüística propia del Triángulo Aquitano (del cual Lourdes forma parte), considerada generalmente un dialecto del occitano. Bernadette Soubirous utilizó probablemente la grafía febusiana de la norma mistraliana al referirse a sus apariciones con el término «Aquerò», que en la normativa estándar actual se expresa como Aquera (Aquélla).

La «joven», a quien Bernadette comenzó llamando «Aquélla» (más precisamente, «Aquerò», que en la normativa estándar actual se expresa como Aquera) y después «Señora» («uo petito damizelo», que en la normativa actual se expresa como ua petita damisela), se le presentaría dieciocho veces.  En la tercera aparición, el 18 de febrero, Bernadette le preguntó su nombre. La Señora no se lo dijo de momento y le propuso una cita diaria durante quince días. Del 19 al 24 de febrero tuvieron lugar las apariciones cuarta a octava. La Señora y Bernadette se hablaron en confidencia, mientras las autoridades acusaban a la pequeña joven de perturbar el orden público y la amenazaban con enviarla a la cárcel. 
La niña siempre mantuvo una consistente actitud de calma durante los interrogatorios, sin cambiar su historia ni su actitud, ni pretender tener un conocimiento más allá de lo dicho respecto a la visión descrita. 
Las opiniones de los vecinos de Lourdes estaban divididas.  Aquellos vecinos que creían que Bernadette decía la verdad, asumían que la mujer que se le aparecía era la Virgen María. Sin embargo, Bernadette nunca sostuvo en ese tiempo «haber visto a la Virgen» y continuó usando el término «Aquerò».
La aparición del 24 de febrero se focalizó en la necesidad de la plegaria y la penitencia. Según Bernadette, «Aquerò» dijo: «Penitenço... Penitenço... Penitenço» (en la normativa actual, «Penitença... Penitença... Penitença», es decir, «penitencia»).
El 25 de febrero tuvo lugar una de las apariciones más polémicas, ante la presencia de unas 350 personas.  Según testificó Bernadette, luego de rezar el rosario la Señora le pidió que bebiera del agua del manantial y que comiera de las plantas silvestres que crecían allí.  Ella interpretó que debía ir a tomar agua del cercano río Gave y hacia allá se dirigió. Pero la Señora le señaló con el dedo que escarbara en el suelo. Bernadette cavó en el suelo con las manos desnudas y ensució su rostro buscando beber donde solo había fango.  Intentó «beber» tres veces, infructuosamente. En el cuarto intento, las gotitas estaban más claras y ella las bebió. También comió trozos de algunas de las plantas del lugar. Cuando finalmente tornó hacia la muchedumbre que la observaba, su cara estaba manchada con fango, sin que se hubiera revelado manantial alguno. Esto causó mucho escepticismo y fue visto como locura por muchos de los presentes, quienes gritaron: «¡Es un fraude!» y «¡Está loca!», en tanto sus parientes, desconcertados, limpiaban la cara de la adolescente con un pañuelo. Poco después, sin embargo, brotó un manantial de agua que comenzó a fluir del hoyo fangoso cavado por Bernadette.

### La gran revelación: «Yo soy la Inmaculada Concepción»

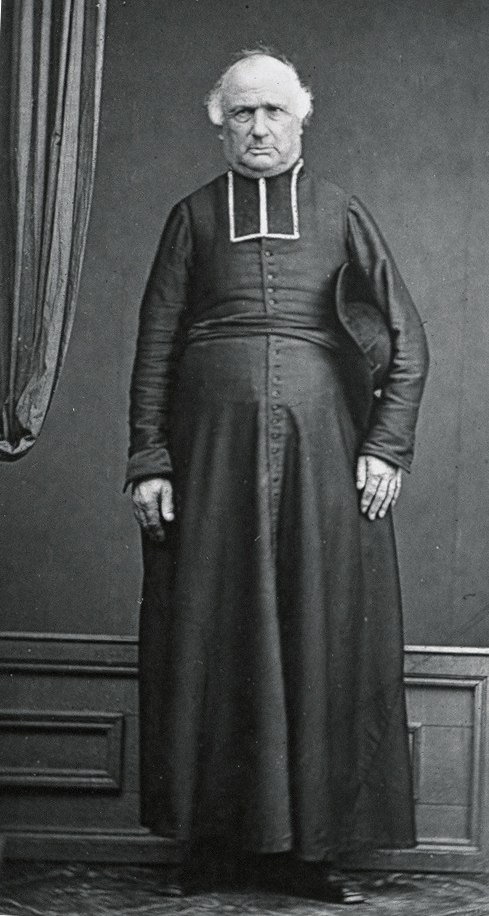
Dominique Peyramale, párroco de Lourdes.

El martes 2 de marzo, «Aquerò» pidió dos cosas a Bernadette: que se hicieran procesiones a la gruta y se construyera allí mismo una capilla en su honor. Acompañada por dos de sus tías, Bernadette acudió al párroco, padre Dominique Peyramale, con el pedido. Peyramale era un hombre inteligente que no creía en visiones y milagros. 
Edificar una capilla... «Pero, ¿en honor de quién?» preguntaron los clérigos a quienes Bernadette refirió el coloquio.  La «Señora» le revelaría su identidad en su decimosexta aparición, el 25 de marzo, en términos que Bernadette no comprendió plenamente en un principio: «Yo soy la Inmaculada Concepción» (literalmente, «Qué soï era immaculado councepcioũ», que según la normativa estándar actual se expresa Que soi era immaculada concepción). La revelación sucedió después de más de una hora, durante la cual tuvo lugar el segundo de los llamados «milagros del cirio». Bernadette sostenía un cirio encendido; durante la visión el cirio se consumió y la llama habría entrado en contacto directo con su piel por más de quince minutos, sin que produjera en ella ningún signo de dolor o daño tisular. Fueron testigos de ello numerosas personas, entre ellas el médico de la ciudad, Dr. Pierre Romaine Dozous, quien tomó el tiempo y posteriormente lo documentó.
Bernadette refirió la revelación de la identidad de «Aquerò» al clero, ante todo al Padre Peyramale —párroco de Lourdes—, también al abate Pène, al abate Serres, al abate Pomian... Se sucedieron interrogatorios permanentes e incisivos de parte de diferentes autoridades civiles francesas y autoridades eclesiásticas de la Iglesia católica. En efecto, Bernadette poseía poca instrucción, como la mayoría de su pueblo, y las dudas acerca de su capacidad para haber leído o inventado semejantes palabras valieron la atención del sacerdote del lugar.
Tres años antes, el 8 de diciembre de 1854, la Iglesia católica en la figura del papa Pío IX había proclamado el dogma de la «Inmaculada Concepción», que sostiene la creencia de que la Virgen María, madre de Jesús, a diferencia de todos los demás seres humanos, fue preservada inmune de toda mancha de pecado original desde el primer instante de su concepción, por singular privilegio y gracia del Señor Dios y en atención a los méritos de Cristo Jesús. En la aparición, la Señora se presentó con las palabras «Yo soy la Inmaculada Concepción», frase que parece una extensión de la tradición joánica. En efecto, en el Evangelio de Juan, Jesús se presenta con el nombre «Yo soy» (por ejemplo, Juan 8, 24.28.58; Juan 13, 19), al que a menudo completa con un predicado que cualifica su persona y su misión: «Yo soy el pan de vida» (Juan 6, 35.48), «Yo soy la luz del mundo» (Juan 8, 12); «Yo soy el buen pastor» (Juan 10, 11.14); «Yo soy la resurrección y la vida» (Juan 11, 25); «Yo soy el camino, la verdad y la vida» (Juan 14, 6); «Yo soy la vid verdadera» (Juan 15, 1). Jesús se presentaba así como aquel en quien se realizan los bienes esperados. En Lourdes, María —en la tradición del Evangelista San Juan— se presenta a sí misma como aquella «llena de gracia» en quien, según la Iglesia católica, se realizaron —en atención a Jesucristo— las maravillas de Dios: «Yo soy la Inmaculada Concepción».

### El agua del manantial
El manantial de agua encontrado por Bernadette por indicación de la Virgen resultó ser fuente de numerosos hechos extraordinarios.  El agua fue analizada por laboratorios independientes, que no encontraron ningún elemento extraño: es agua potable similar a cualquier agua de los Pirineos: si bien posee un alto contenido en sales minerales, no contiene nada fuera de lo ordinario que justifique los milagros que se le atribuyen: la curación de enfermos crónicos, o incluso terminales... De hecho, en Lourdes se puede consultar el archivo de las curaciones.  Los estudios son llevados a cabo minuciosamente por «Le Bureau des Constatations Médicales» y «Le Comité Médical International de Lourdes».

### El santuario y la talla de la Virgen

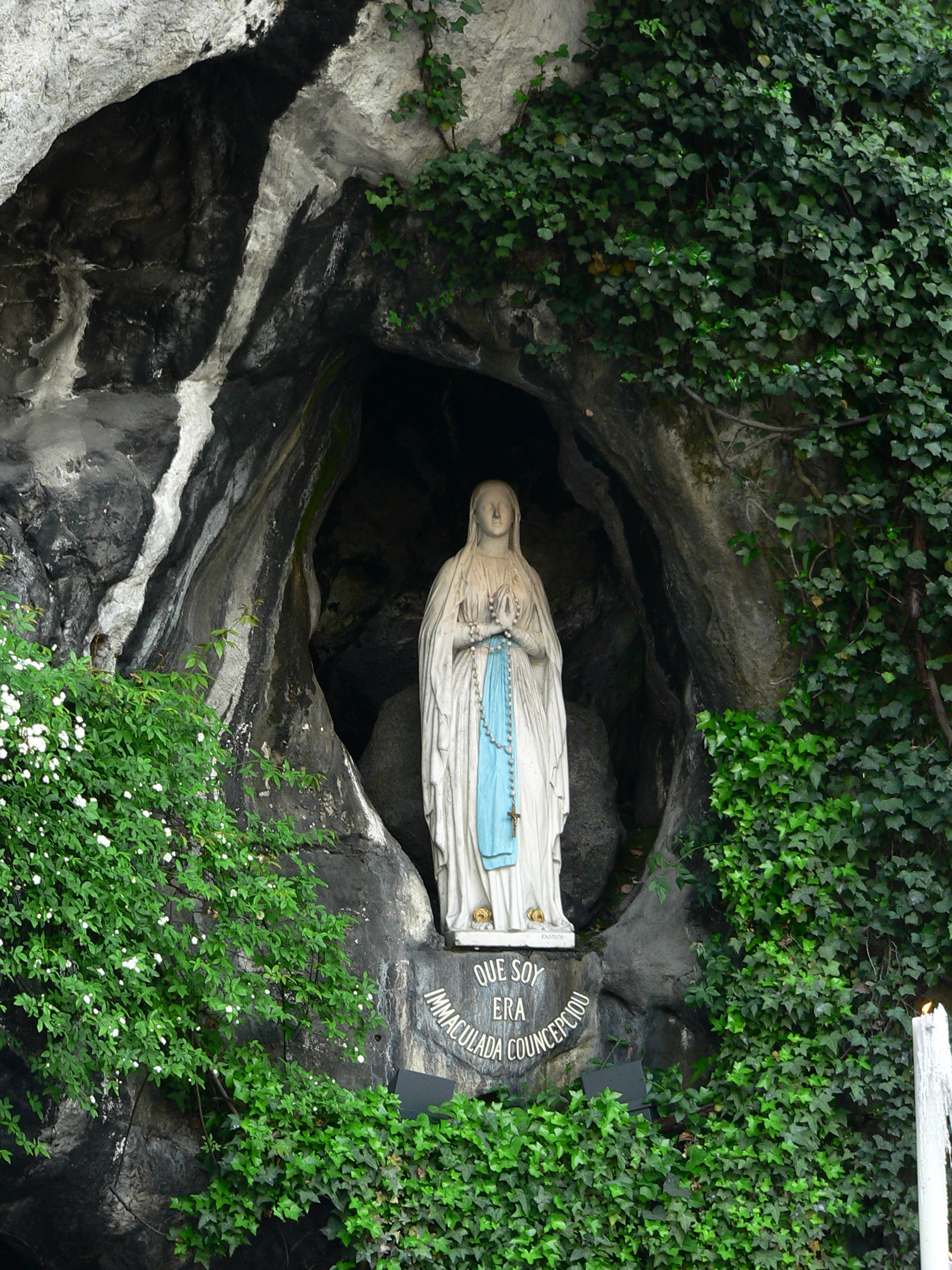
Estatua de la Virgen de Lourdes colocada en el mismo nicho de la gruta donde Bernadette aseguró haberla visto.

En ese lugar se levantó el Santuario de Lourdes, donde desde entonces han ocurrido numerosas curaciones inexplicables para la ciencia (ver Repercusiones en la actualidad).  La talla de la Virgen colocada en la gruta fue esculpida por Joseph Hughes Fabisch (1812-1886), profesor de la Academia de las Ciencias, las Artes y las Letras de Lyon, entre fines de 1863 y comienzos de 1864.  En referencia a la Virgen, Bernadette solía decir: «Jamás he visto mujer tan hermosa». El artista debió realizar distintas correcciones a su obra, en la que Bernadette no reconocía a la «Señora» de las apariciones.  Ya en otras ocasiones, ante los modelos de estatuas sobre los que se le había pedido su opinión, Bernadette había exclamado: «¡Madre mía, cómo se os desfigura!» Cuando vio la imagen terminada que representaba a la Inmaculada Concepción esculpida en mármol de Carrara, Bernadette dijo: «Sí, ésta es hermosa... pero no es Ella». En efecto, la estatua —siguiendo los cánones estéticos de su época más que las indicaciones de Bernadette— no reflejaba la sonrisa, la sencillez, la humildad, la belleza y la naturalidad que Bernadette señalaba tenía la Virgen. De hecho, a Fabisch se le olvidó incluir el rosario de la Virgen, que fue añadido más tarde. Dijo la santa: «Tenía un rosario como el mío», por eso las primeras estatuas producidas en Lourdes tenían un rosario de 6 decenas como el de Santa Brígida que usaba la vidente. A la estatua se le añadió uno de 5 decenas.

### «La Inmaculada Madre de Dios se ha aparecido»
El último interrogatorio ante la comisión eclesiástica presidida por Bertrand-Sévère Laurence, obispo de Tarbes, tuvo lugar el 1 de diciembre de 1860. El anciano obispo terminó emocionado, al repetir Bernadette el gesto y las palabras que la Virgen hiciera el 25 de marzo de 1858: «Yo soy la Inmaculada Concepción». 
El 18 de enero de 1862, el anciano obispo de Tarbes publicó la carta pastoral con la cual declaró que «la Inmaculada Madre de Dios se ha aparecido verdaderamente a Bernadette».

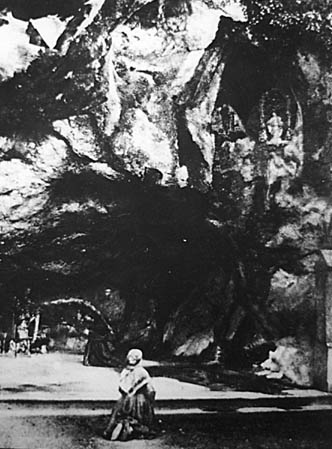
Bernadette Soubirous en la gruta de Lourdes en 1863.

### Ingreso al convento de Nevers
Tras las apariciones, a partir del 15 de julio de 1860, Bernadette fue acogida en el hospicio por las religiosas Hermanas de la Caridad de Nevers. Bernadette dejó la casa y permaneció como enfermera dos años entre ellas (1861 y 1862).  

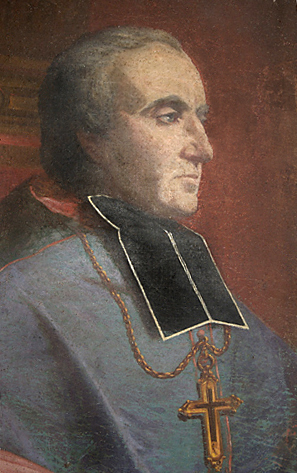
Retrato de Bertrand-Sévère Laurence, obispo de Tarbes, realizado en 1860.

En agosto de 1864 solicitó ser admitida en la Comunidad de Hermanas de la Caridad de Nevers y en julio de 1866 comenzó su noviciado en dicha congregación. 
En septiembre de 1866, el asma del que siempre había padecido se agravó.  El 25 de octubre recibió la unción de los enfermos y, al agravarse la enfermedad, pronunció los votos in articulo mortis. Sus fuerzas estaban al límite de modo que, al no poder pronunciar la fórmula, Mons. Forcade la pronunció en nombre de ella. En 1867 se recobró, y el 30 de octubre de ese año hizo su profesión religiosa de las manos de Mons. Forcade.

### Estadía con las Hermanas de la Caridad de Nevers
La escena de su profesión religiosa, concertada con la superiora, madre Josefina Imbert, se hizo famosa: mientras que todas las novicias, después de la profesión, recibieron el crucifijo, el libro de las constituciones y la carta de obediencia, Bernadette no recibió nada.  La madre Josefina dijo, explicándose: «No hace nada bien».  Entre las monjas, Bernadette sufrió no solo por su mala salud, sino también porque las superioras la trataban con rigor, en especial la maestra de novicias, la  madre María Teresa Vauzou, quien no creía ni en sus visiones ni en sus dolencias.  Desde octubre de 1875, la historia de Bernadette se confunde con la historia de sus enfermedades. La joven Bernarda cojeaba y fue reprendida varias veces. Incluso la priora no la dejaba salir de su celda, pues decía que quería llamar la atención.  En diciembre de 1877 se vio precisada de guardar cama por dolores en una rodilla.  En febrero de 1878 tuvo una recaída de asma y sufrió vómitos de sangre.  A partir de diciembre de 1878 permaneció definitivamente en cama.  La realidad era otra de la que suponía la madre superiora: Bernadette sufría de un tumor en su pierna, más concretamente, de tuberculosis ósea diagnosticada en último estudio, extremadamente dolorosa. No por ello había cejado en su trabajo: se había dedicado a ser enfermera y sacristana durante los nueve años que compartió con las hermanas de la Congregación, hasta que no pudo más por los agudos ataques de asma y la enfermedad que padecía.

### Fallecimiento
Poco tiempo antes de morir, llegó un obispo que iba camino de Roma. Bernadette escribió una carta al papa para que le enviara una bendición. El obispo llevó la carta a Roma y, al regresar de la Santa Sede, le trajo una especial bendición de León XIII y un crucifijo de plata que le enviaba de regalo; era el 15 de abril de 1879. Toda esa semana, Bernadette había sufrido mucho, por las llagas de decúbito. Al día siguiente, el 16 de abril de 1879, con apenas 35 años, murió a las 15:15 horas. Sus últimas palabras fueron: «La he visto otra vez... ¡Qué hermosa es!  Madre, ruega por mí que soy pecadora».
Los funerales de Bernadette fueron notables. Las palabras que corrieron en boca de todos fueron: «La santa ha muerto». Inhumada en la capilla de San José de la casa madre, asistió una inmensa muchedumbre llegada de toda Francia.

## Espiritualidad

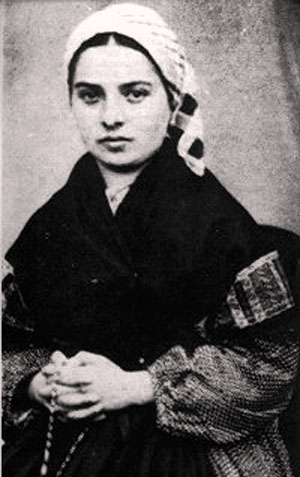
Bernadette, 1863. Nótese que a pesar de la edad, todavía tenía el aspecto de una niña

- Se considera a Bernadette Soubirous una mística cristiana,[9][10][11] cuya espiritualidad se basó en una santidad cotidiana, carente de estructuras complicadas, sin ideologías ni discursos, evangélicamente serena y basada en la verdad.

- Siempre reconoció lo que de verdad decían sus detractores (ignorancia, falta de educación), pero jamás lo sobrecargó de significado. De ese modo logró, incluso en los momentos difíciles, mantener la serenidad interior. Su negativa a ser considerada un objeto que mostrar fue decidida y su límpida franqueza dejó sin habla hasta al más culto.

- Su repugnancia por el dinero era proverbial. El periodista Balech de Lagarde, del Courrier français, le prometió llevarla a París y hacerla rica. La respuesta de Bernadette fue un «no» rotundo.[4]

- En ella se conjugaron armoniosamente el realismo de una muchacha de campo y la conciencia de que, por encima de todo, vale la inteligencia de las acciones que se deben cumplir.

- Los cristianos católicos y anglicanos consideran a Bernadette un canal limpio, para que por ella pasara una revelación de la gracia de Dios, manifestada en María: «Yo soy la Inmaculada Concepción». Los inesperados alcances teológicos de esa revelación excedían a Bernadette. Ella, por su fe y su humildad, siguió a la «Señora» más de lo que la entendió, limitándose a cumplir la misión encomendada de transmitir el mensaje.

- El rezo del rosario acompañó los irrepetibles momentos de su vida, los de las apariciones. Pobreza, oración y penitencia, amor y Dios son las palabras que conforman el mensaje del que Bernadette fue portavoz.

## Reconocimiento

### Proceso de canonización
El proceso diocesano sobre la heroicidad de sus virtudes se abrió el 20 de agosto de 1908. El 2 de septiembre de 1909, su cadáver fue desenterrado y hallado en perfecto estado de conservación; no obstante, el crucifijo y rosario que llevaba en las manos se encontraron cubiertos de óxido. El 25 de agosto de 1913, Pío X inició el proceso de beatificación en Roma que, retrasado por la Primera Guerra Mundial, se reanudó el 17 de septiembre de 1917. El 14 de junio de 1925, Pío XI proclamó beata a Bernadette.

### Incorruptibilidad
En el año de su beatificación se realizó una segunda exhumación del cuerpo que seguía sin descomponerse (incorrupto), aunque con manchas y decoloración en la piel, probablemente como resultado de su exposición al aire durante los cuarenta y seis años posteriores a su entierro. Por ello, con un molde del rostro y fotos de la religiosa, la empresa de Pierre Imans fabricó tenues cubiertas de cera para el rostro y las manos que le fueron colocadas antes de su traslado al convento de Nevers el 25 de junio. Luego el cuerpo fue ubicado en la capilla que hoy lleva su nombre, perteneciente al antiguo convento de San Gildard de Nevers, y depositado en un relicario de cristal, donde es objeto de visitas y peregrinaciones hasta hoy.

### Canonización

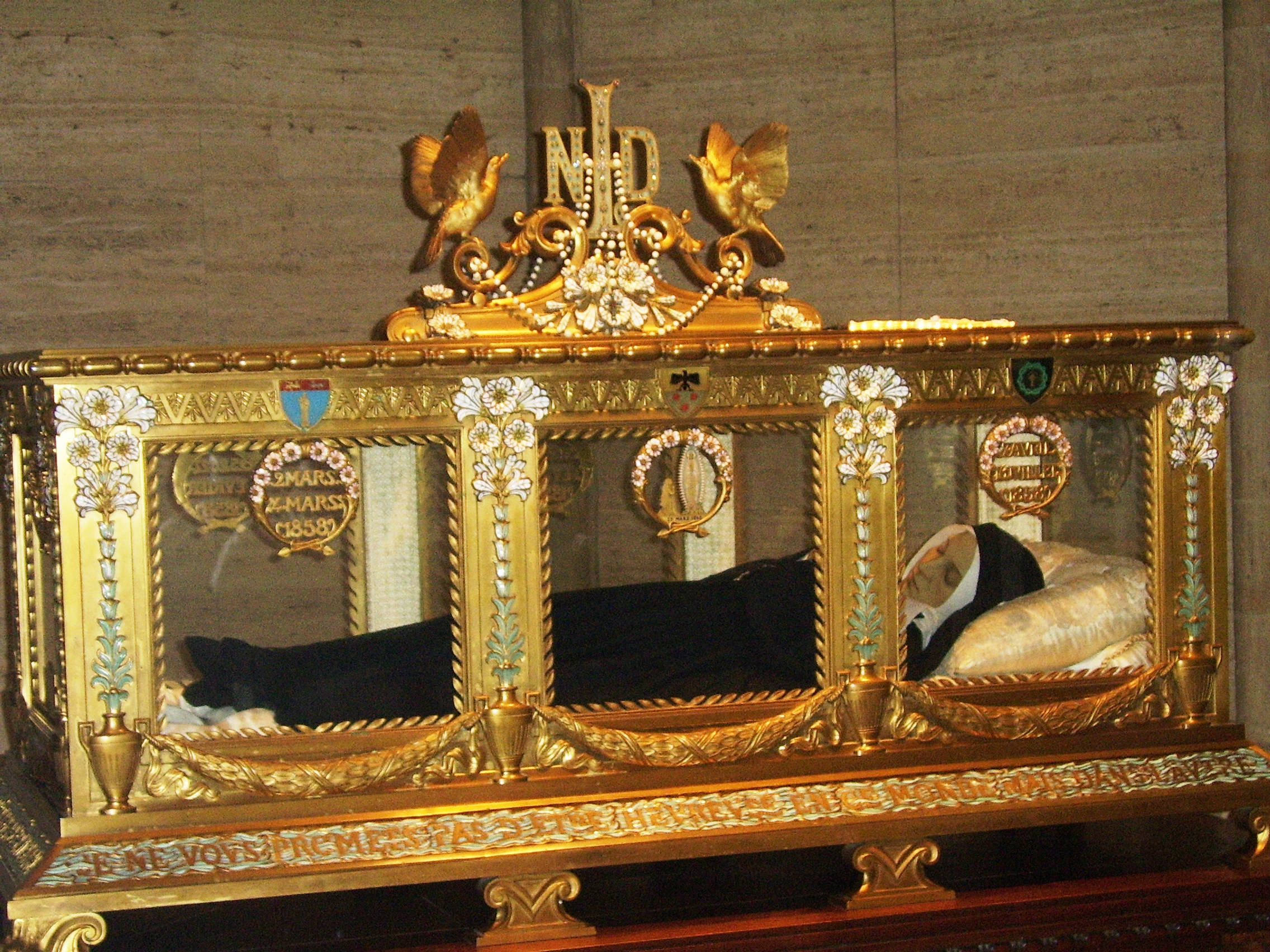
Urna de bronce y cristal donde se conserva el cuerpo de santa Bernadette Soubirous.

Finalmente, el 8 de diciembre de 1933, durante el Año Santo de la Redención y Jubileo extraordinario, Pío XI proclamó «santa» a Bernadette Soubirous, la hija del pobre molinero de Boly. El texto solemne de la canonización pronunciado por el papa fue:

«En honor de la Santísima e indivisible Trinidad, para la exaltación de la fe católica y para el incremento de la religión cristiana, con la autoridad de Nuestro Señor Jesucristo, de los bienaventurados apóstoles Pedro y Pablo y la Nuestra, después de madura deliberación y habiendo implorado la ayuda divina, el parecer de nuestros venerables hermanos los cardenales de la santa Iglesia romana, los patriarcas, los arzobispos y obispos, declaramos y definimos santa a la beata María Bernarda Soubirous y la inscribimos en el catálogo de los santos, estableciendo que su memoria será piadosamente celebrada todos los años en la Iglesia universal el 16 de abril, día de su nacimiento para el cielo».
Pío XI

### Festividades
La festividad litúrgica de Bernadette se celebra el 16 de abril en el calendario litúrgico de la Iglesia Católica. En Francia se celebra la festividad el 18 de febrero, para celebrar la tercera visión del 18 de febrero de 1858 durante la cual la Señora le dijo que no le prometió hacerla feliz en este mundo, sino en el próximo.
La Iglesia católica celebra el 11 de febrero la festividad de Nuestra Señora de Lourdes, en atención a la fecha de la primera aparición de la Virgen María a Bernadette Soubirous. En 1992, el papa Juan Pablo II instituyó la celebración de la «Jornada Mundial del Enfermo» a realizarse el 11 de febrero de cada año.

### Reconocimiento anglicano
El 24 de septiembre de 2008, el Arzobispo de Canterbury y primado de la Comunión Anglicana Rowan Williams peregrinó al Santuario de Lourdes  para honrar a la Inmaculada Concepción, predicando ante 20 000 personas en la Eucaristía Internacional. En su homilía destacó:

«Cuando María se le apareció a Bernadette, la primera vez lo hizo como una figura anónima, una hermosa mujer, una «cosa» misteriosa, no identificada aún como la Madre Inmaculada del Señor. Y Bernadette –inculta, carente de instrucción doctrinal– saltó de gozo, reconociendo que allí había vida, que allí estaba la cura. Recordad sus narraciones en las que habla de sus movimientos agraciados y ligeros a las órdenes de la Señora; como si ella, al igual que Juan en el vientre de Isabel, comenzara a bailar siguiendo la música del Verbo Encarnado que lleva su Madre. Solo poco a poco encontrará Bernadette las palabras para que el mundo sepa; solo poco a poco, podríamos decir, descubre cómo escuchar a la Señora y referir lo que tiene que decirnos. (...) Los vecinos, los maestros y el clero de la parroquia de Bernadette sabían lo que pensaban que necesitaban saber sobre la Madre de Dios, pero tuvieron que quedar sorprendidos por esta adolescente incapaz de expresarse, inerme e insignificante que había saltado de gozo reconociendo haber encontrado a María como madre, hermana, portadora de su Señor y Redentor. (...) Hoy aquí, con Isabel y Bernadette, decimos con agradecido estupor: «¿Qué he hecho para merecerme que la madre de mi Señor haya venido hasta mí?» Y reconocemos que el deseo de nuestro corazón ha sido satisfecho y lo más profundo de nuestro ser ha sido llevado a una nueva vida.»
Rowan Williams, Arzobispo de Canterbury y primado de la Comunión Anglicana

Este hecho fue considerado muy auspicioso en orden a la unidad de los cristianos y fue seguido por la visita histórica del papa Benedicto XVI al primado anglicano el 17 de septiembre de 2010, en ocasión del 50 aniversario del primer encuentro de un papa y un arzobispo de Canterbury en los tiempos modernos, el de Juan XXIII y el arzobispo Geoffrey Fisher, en diciembre de 1960. A ello a su vez siguió el recibimiento de Benedicto XVI a Rowan Williams en el Vaticano el 18 de noviembre de 2010, poco después de que cinco obispos anglicanos anunciaran su pase a la Iglesia católica, aprovechando el nuevo ordinariato creado a tal fin por la Santa Sede. En tal ocasión, el papa Benedicto XVI y Rowan Williams oraron juntos.

## Popularidad y veneración

### Santuario de Lourdes
La petición de la Virgen María (en su advocación de Nuestra Señora de Lourdes) a Bernadette de que se construyera una capilla en el sitio de las apariciones dio lugar a la edificación del Santuario de Nuestra Señora de Lourdes, que es hoy uno de los sitios principales de peregrinaje católico en el mundo. Con una población de aproximadamente 15 000 habitantes, Lourdes recibe actualmente la visita de unos 8 000 000 de peregrinos por año. En Francia, sólo la ciudad de París tiene más hoteles que la ciudad de Lourdes.
Entre los católicos, Lourdes es considerado popularmente un lugar emblemático en el que se conjugan el sufrimiento, la fe expresada en plegaria, la curación y la conversión. Sin embargo, «Le Bureau des Constatations Médicales» y «Le Comité Médical International» de Lourdes, que rigen el análisis científico de las curaciones producidas en Lourdes, son sumamente estrictos. Para que una curación se considere «inexplicable» para la ciencia se deben cumplimentar una serie de requisitos, entre los que se cuentan: que la dolencia sea incurable; que se haya puesto de manifiesto la total ineficacia de los medicamentos o protocolos empleados en el tratamiento de dicha dolencia; que la curación haya sobrevenido de manera instantánea o casi instantánea; que la curación haya sido absoluta. De los aproximadamente 7 000 casos de curaciones registrados en expedientes, solo 67 han sido reconocidos oficialmente como «milagros» por la Iglesia católica. Tal es el grado de rigor manifestado por la Iglesia en este tema que la curación de Marie Bailly, aquejada de peritonitis tuberculosa en último estadio (el famoso «Dossier 54» de los Archivos de «Le Bureau des Constatations Médicales» de Lourdes), y testimoniada por el doctor Alexis Carrel (premio Nobel de Medicina 1912), no se encuentra incluida entre los casos considerados «milagrosos».
La Basílica de San Pío X, también localizada en el santuario de Lourdes, es parte del Santuario y cuenta con una capacidad para 25 000 personas. Esta basílica contiene representaciones de las estaciones del Vía Crucis, de la historia de las apariciones de Nuestra Señora a santa Bernadette y de los misterios del rosario. Junto al santuario se construyeron otras iglesias y capillas en Lourdes.
Santa Bernadette Soubirous, una niña pobre de escasísima educación pero de entrega y fe incondicionales que debió sufrir la burla e incredulidad de muchos que se consideraban a sí mismos doctos –incluso dentro de la propia estructura eclesial– encarna en la historia de la humanidad un ejemplo vivo de aquellas palabras de Jesús: «Yo te alabo, Padre, Señor del cielo y de la tierra, porque has ocultado estas cosas a sabios e inteligentes, y se las has revelado a pequeños» (Mateo 11, 25).

### Lugares de peregrinación
Además del santuario de Nuestra Señora de Lourdes, en Lourdes se puede visitar varios lugares asociados con la vida de Bernadette Soubirous, incluyendo la casa donde nació y vivió antes de las apariciones, el cuarto donde ella vivía con su familia en la época de las apariciones, la iglesia donde fue bautizada, y el hospicio de Lourdes donde trabajaba después de las apariciones y antes de llegar a Nevers.
En el convento de las Hermanas de la Caridad de Nevers, donde pasó gran parte de su vida adulta como monja, se puede visitar la capilla donde se encuentra el cuerpo incorrupto de Bernadette Soubirous, venerado por muchos peregrinos.
También existen varios lugares de veneración dedicados a Bernadette Soubirous en otros países tales como iglesias, capillas y escuelas con el nombre de Santa Bernadette. Hay muchísimas réplicas de la gruta de Lourdes en el mundo, reproduciendo de forma de la gruta original y la configuración de las apariciones, con une estatua de la Virgen de Lourdes y a menudo una de Bernadette de rodillas mirando a la Virgen.

## En las artes, el cine, la televisión y la radio

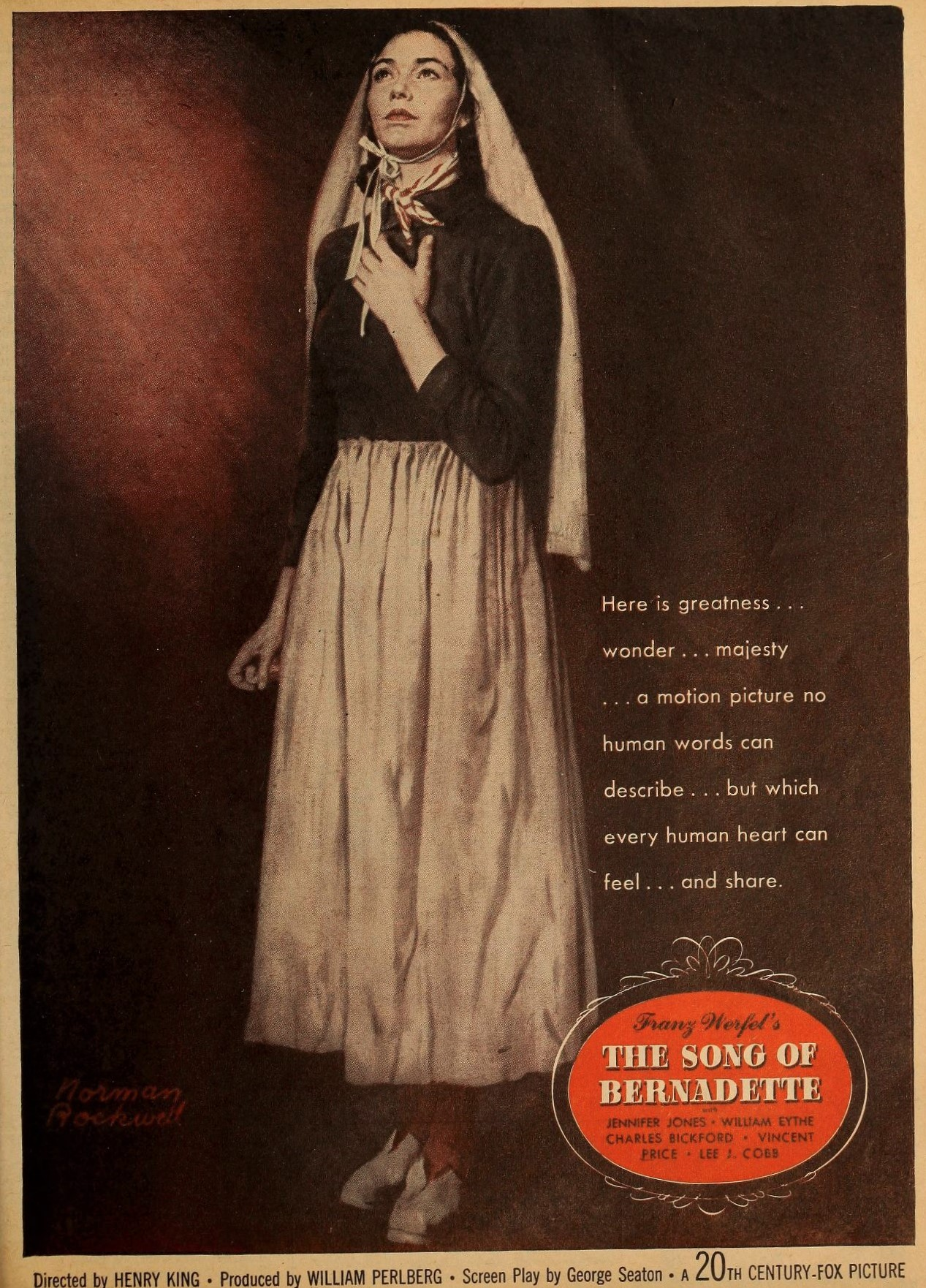
Cartel publicitario de La Canción de Bernadette (1943)

- En fotografía: El rostro de Bernadette fue fotografiado en octubre de 1863 gracias a la habilidad del fotógrafo ambulante Billart-Petrun de Pau.[4] Bernadette Soubirous fue la primera santa fotografiada.

- El escultor André-César Vermare representó a santa Bernadette Soubirous vestida de pastora. La obra se encuentra en Saint-Pé-de-Bigorre.

- En 1909, Bernadette Soubirous et les Apparitions de Lourdes (Las apariciones de la Virgen), corto francés dirigido por Honoré Le Sablais, es la primera narración fílmica de la historia de Bernadette, con la entonces nueva arte cinematográfica, según el documental de la RAI 3, La storia di Lourdes.
- En 1926, se realizó la producción francesa La vie merveilleuse de Bernadette de George Pallu.[19]

- En 1935, el portugués Georges Falú dirigió La Vièrge du rocher (La Virgen de la roca); Michelle Masson protagonizó a Bernadette.

- En 1941, la vida de santa Bernadette Soubirous fue presentada como novela en la obra del escritor austríaco Franz Werfel, La canción de Bernadette (Das Lied von Bernadette).[20] De origen judío y manifiesto antinazi durante la Segunda Guerra Mundial,  Werfel huyó con su esposa Alma Mahler de Austria a Francia y luego, de España y Portugal, a Estados Unidos de América. Durante su estancia en Francia, sin visa ni pasaporte, encontró refugio en Lourdes, donde se fascinó con la historia de las apariciones,y a pesar de ser judío, hizo el voto de que, si lograban escapar él y su esposa de su situación desesperada, cantaría La canción de Bernadette, voto que cumplió al escribir la novela.[21] Esta novela fue extremadamente popular, manteniéndose más de un año en la lista del New York Times de libros más vendidos y encabezando esa lista durante 13 semanas.

- En 1943, dicha novela fue adaptada para el cine en la película homónima: The Song of Bernadette /La Canción de Bernadette. La película ganó cuatro premios Óscar (además de ser nominada en otras ocho categorías) y tres Globos de Oro. Por su interpretación de Bernadette en esa película, Jennifer Jones ganó el Globo de Oro a la mejor actriz en película dramática y el Óscar a la mejor actriz.

- En 1961, la actriz francesa Daniele Ajoret debutó en escena interpretando a Bernadette en Il suffit d'aimer (El amor basta),  una coproducción ítalofrancesa dirigida por Robert Darène basada en el libro del mismo nombre del escritor Gilbert Cresbon (en español el libro se tradujo como El Amor de Bernadette).[22] Por su actuación, Ajoret recibió el premio a la Mejor Actriz en el Festival Internacional de Cine de Cork.[23]

- En 1964, se presentó la película Aquella joven de blanco (Bernadette de Lourdes, El milagro de Lourdes, Bernardita de Lourdes). Se trata de una película española en blanco y negro dirigida por León Klimovsky, basada en el guion de Fernando Galiana y Manuel Tamayo, con Cristina Galbó interpretando el papel de Bernadette Soubirous.

- En 1967, se presentó L'affaire Lourdes (El acontecimiento de Lourdes), emisión francesa para televisión de Marcel Bluwal, con Marie Hélene Breillat.[24]

- En 1981, la actriz argentina Andrea del Boca encarnó a Santa Bernardita en el episodio biográfico y religioso Bernadette que duró cuatro capítulos, en la serie televisiva: Los especiales de ATC, transmitida de 1979 a 1982, en Argentina.[25]

- En 1988, el francés Jean Delannoy estrenó Bernadette, centrada en las apariciones de Lourdes hasta la entrada de la vidente al convento. En 1989, Delanoy presentó una segunda parte de la película que se tituló La passion de Bernadette, drama biográfico centrado en los últimos años de vida de Bernadette luego de las apariciones de Lourdes. Ambas películas fueron protagonizadas por Sydney Penny en el papel de la santa.[26]

- En 1989, John Williams y Jorge González produjeron Bernadette, The Princess of Lourdes /Bernadette, la princesa de Lourdes, la historia de las apariciones en dibujos animados en una producción estadounidense, junto a otras vidas ejemplares de santos.

- En 2000, la actriz Angèle Osinsky interpretó a Santa Bernardita en la cinta de 180 minutos para televisión Lourdes / Lourdes, un milagro en la Tierra, dirigida por Ludovico Gasparini.[27]

- En 2007, en India, se produjo Our Lady of Lourdes, siendo su director V.R. Gopinath y actuada por Ajna Noiseux.[28]

- En 2008, C.Albrech y P.Cabidoche produjeron un video francés dirigido por Marie-Anne Trizac, con la Niña Camille como santa Bernardita, en la película: 1858, Le film des Apparitions.

- En 2011, se produjo en Francia un video con el relato de las apariciones de Nuestra Señora de Lourdes, bajo el título de Saint Bernadette of Lourdes, dirigida por Jim Morlino y actuada por Genevieve Morlino.

- En 2011, Jean Sagols realiza en Francia la película Je m'appelle Bernadette, con Katia Miran.

- La vida de santa Bernadette Soubirous y las apariciones de la Virgen en Lourdes también fueron llevadas a la radio en la producción del radioteatro español y mexicano de los años 50 y 60. Respectivamente están El Milagro de Lourdes de Guillermo Sautier Casaseca con la participación de Matilde Vilariño  y Bernadette, del escritor cubano Félix B. Caignet, con la actriz española María Rivas en la voz de la santa.